# アルファタウラス
アルファタウラス（Alphataurus）は、ミラノ地区のイタリアン・プログレッシブ・ロック・バンドである。オリジナル・ラインナップのアルファタウラスは、ヨーロッパにおけるプログレッシブ・ロックの波がピークに達した1973年に、アルバム『アルファタウラス』のみをリリースした。アルバムは一般に好評となり、セカンド・アルバムの制作が始まったが、1973年のうちに「一連の個人的な出来事」によってバンドは分裂した。
セカンド・アルバムの一部の楽曲は、1992年になってやっとレコード『Dietro l'uragano』としてリリースされた。最初のアルバムには後に売れ行きが好調となる第2の人生が訪れ、今日でも売り上げを伸ばしている。
2009年に、オリジナル・ラインナップの2人のメンバーであるGuido WassermannとPietro Pellegriniが、音楽シーンに戻る時期が来たと判断し、新曲と不完全だったセカンド・アルバムからの修正された曲という両方を含む新しいアルバムを録音するためにバンドを改編した。
元ドラマーのGiorgio Santandreaもバンドに再加入し、2010年11月に30年以上ぶりとなる公式な再会を果たし、ミラノで開催された「Progvention 2010」で演奏した。リユニオン・コンサートのタイトル「Live In Bloom」を冠したライブ・アルバム『鷲は舞い降りた - プロッグヴェンション 2010”: ライブ・イン・ブルーム』が2012年3月にリリースされたものの、2011年末までにGiorgio Santandreaはバンドを脱退し、Alessandro “Pacho” Rossiがドラムとして交代加入した。2枚目のスタジオ・アルバムとなる『アルファタウラス2 - 進化する魂』は、2012年9月にリリースされた。2013年、『鷲は舞い降りた - プロッグヴェンション 2010”: ライブ・イン・ブルーム』と『アルファタウラス2 - 進化する魂』の両方でベーシストを務めたFabio Rigamontiがバンドを脱退し、その役割はMarco Albaneseに引き継がれた。2013年の終わりに、Alessandro “Pacho” Rossiもバンドを脱退し、Diego Marianiが交代で加入した。

## メンバー

### 1973年のラインナップ
- Pietro Pellegrini - キーボード
- Guido Wassermann - ギター、ボーカル
- Alfonso Oliva - エレクトリックベース
- Giorgio Santandrea - ドラム
- Michele Bavaro - ボーカル

### 最新ラインナップ
- Pietro Pellegrini - キーボード、シンセサイザー
- Guido Wassermann - ギター、ボーカル
- Andrea Guizzetti - ピアノ、キーボード、ボーカル
- Giorgio Santandrea - ドラム、パーカッション
- Moreno Meroni - ベース、ボーカル
- Claudio Falcone - リード・ボーカル、ハンド・パーカッション

## ディスコグラフィ

### アルバム
- 『アルファタウラス』 - Alphataurus (1973年)
- Dietro l'uragano (1992年) ※未発表デモ、リハーサル音源のコンピレーション
- 『鷲は舞い降りた - プロッグヴェンション 2010”: ライブ・イン・ブルーム』 - Live In Bloom (2012年)
- 『アルファタウラス2 - 進化する魂』 - AttosecondO (2012年)
- 『プライム・ナンバーズ』 - Prime Numbers (2014年) ※ライブDVD + レア音源集